# Lasioglossum disparile
Lasioglossum disparile är en biart som först beskrevs av Cresson 1872. Den ingår i släktet smalbin, och familjen vägbin. Inga underarter finns listade i Catalogue of Life. Arten förekommer i södra USA.

## Beskrivning
Huvudet och mellankroppen är blågrön till gulgrön. Clypeus är svartbrun på den övre halvan hos honan, medan hanen har dess nedre del gul, tillsammans med käkarna och labrum.. Antennerna är mörkbruna, undersidan på de yttre delarna rödbrun till gulbrun hos honan, orangegul hos hanen. Benen är bruna, med rödbruna fötter på de fyra bakre benen hos honan, gula fötter på alla sex benen hos hanen. Vingarna är halvgenomskinliga med brungula ribbor och vingfästen. Tergiterna  på bakkroppen är svagt metalliskt bruna med brungula bakkanter. Behåringen är vitaktig och tämligen tät. Som de flesta smalbin är arten liten; honan har en kroppslängd på drygt 5 till drygt 6 mm och en framvingelängd på omkring 4 mm; motsvarande mått hos hanen är drygt 4 mm för kroppslängden och 3 till 4 mm för framvingelängden.

## Utbredning
Lasioglossum disparile lever i södra USA från Texas, Louisiana och Florida österut till North Carolina, norrut till Kansas. Tvivelaktiga observationer från Kanada (Ontario och södra Alberta) samt New Jersey och Nevada har inte kunnat bekräftas; inga säkra fynd norr om Kansas eller North Carolina har gjorts. Arten är vanlig i Texas, men ovanlig öster om Mississippifloden (sydöstra Louisiana och österut).

## Ekologi
Arten är polylektisk, den flyger till blommande växter från många olika familjer, korgblommiga växter (Engelmannia, Hymenopappus, Pyrrhopappus, binkor, solbrudar, solrosor, gullrissläktet och brunögon), korsblommiga växter (kålsläktet), strävbladiga växter (facelior), kransblommiga växter (syskor) samt dunörtsväxter (nattljussläktet).
Lasioglossum disparile förmodas vara social som de flesta andra arter i undersläktet Dialictus. Boet grävs ut i jorden och de parade honorna (alltså troligen ungdrottningarna) är de enda som övervintrar.